# Thé Lau
Pour les articles homonymes, voir Lau.
Matthew J. Lau, dit Thé Lau, né le 17 juillet 1952 à Bergen, en Hollande-Septentrionale (Pays-Bas) et mort le 23 juin 2015 à Amsterdam, est un musicien, chanteur et écrivain néerlandais.